# Rybinsk

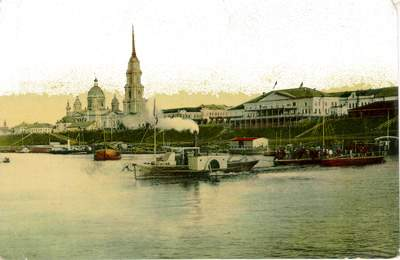
Trung tâm và nhà thờ thế kỷ 19

Rybinsk (tiếng Nga: Рыбинск) là một thành phố Nga, nằm ở nơi hợp lưu sông Volga và sông Sheksna. Thành phố này thuộc chủ thể Yaroslavl Oblast. Thành phố có dân số 222.653 người (theo điều tra dân số năm 2002. Đây là thành phố lớn thứ 82 của Nga theo dân số năm 2002. Dân số các thời kỳ: 200,771 (Điều tra dân số 2010); 222,653 (Điều tra dân số 2002); 251,442 (Điều tra dân số năm 1989).. Thành phố có sân bay Rybinsk Staroselye.